# Venere e Marte
Venere e Marte è un dipinto a tecnica mista su tavola (69x173 cm) di Sandro Botticelli, databile al 1482-1483 circa e conservato nella National Gallery di Londra.

## Storia
L'opera viene in genere datata a dopo il ritorno dal soggiorno romano (1482), per gli influssi classicheggianti che l'autore avrebbe potuto studiare sui sarcofagi antichi della città eterna. Essa viene inoltre messa in relazione con gli altri grandi dipinti della serie mitologica, commissionati forse dai Medici: la Primavera, la Nascita di Venere e la Pallade e il centauro.
La presenza delle vespe nell'angolo in alto a destra ha anche fatto pensare che si trattasse di un'opera commissionata dai Vespucci, già protettori di Botticelli, magari in occasione di un matrimonio. Il formato orizzontale farebbe così immaginare la decorazione di un cassone o di una spalliera. Viste le somiglianze con Simonetta Vespucci, è anche probabile che Venere sia proprio Simonetta.

## Descrizione
Il quadro raffigura Venere mentre osserva, consapevole e tranquilla, Marte dormiente, distesi su un prato e circondati da piccoli fauni che giocano allegri con le armi del dio. I satiri sembrano tormentare Marte disturbando il suo sonno, mentre ignorano del tutto Venere, vigile e cosciente: uno ne ha l'elmo che gli copre completamente la testa mentre, con un altro, ruba furtivo la lancia del dio; un altro suona addirittura un corno di conchiglia nell'orecchio del dio per svegliarlo, senza successo; un quarto fa capolino dalla corazza sulla quale il dio è adagiato.
Nonostante il contorno scherzoso dei fauni, nel dipinto serpeggiano anche elementi di inquietudine, come il sonno spossato e abbandonato di Marte o lo sguardo lievemente malinconico di Venere. Un errore dell'artista si riscontra nella gamba destra di Venere, che, smaterializzata dalle pieghe delle veste setosa, va quasi a scomparire.

## Interpretazione

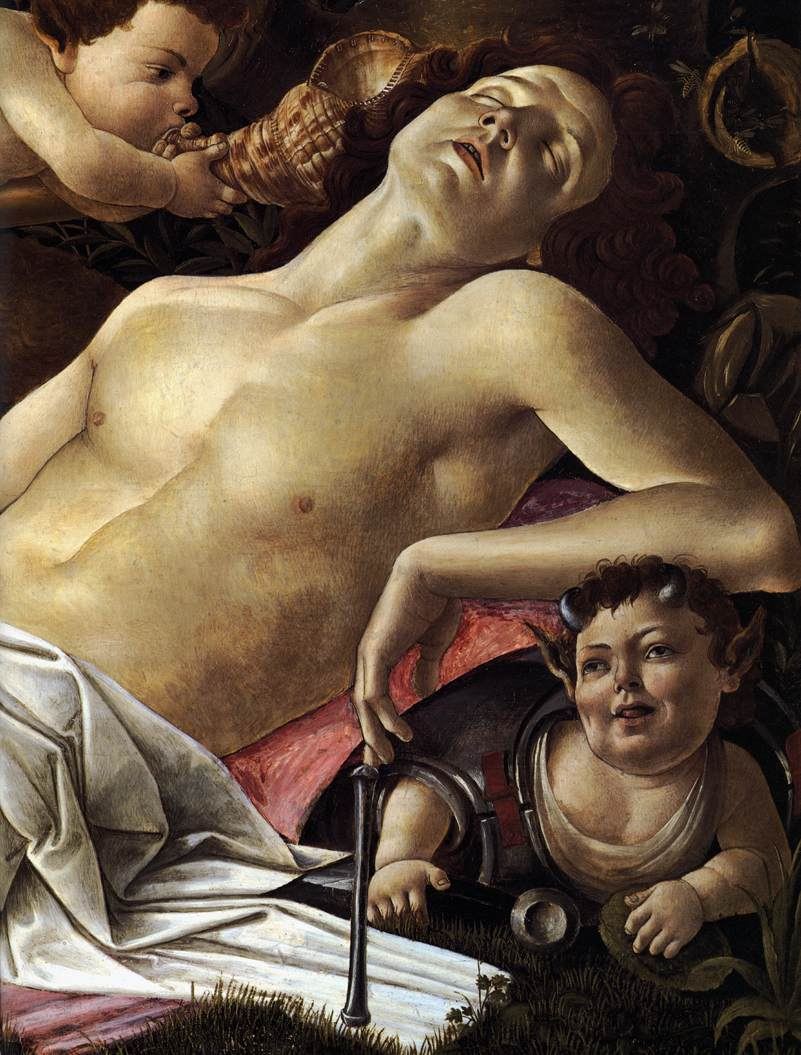
Dettaglio

Il significato del dipinto è oscuro, ma quasi sicuramente va letto secondo le tematiche filosofiche dell'Accademia neoplatonica. Dopo la relazione adulterina tra i due dei, Marte giace esausto nella "piccola morte", quella che segue l'atto sessuale e che neanche uno squillo di tromba nelle orecchie riesce a destare; il fatto che i faunetti lo abbiano depredato della lancia simboleggia anche il suo disarmo davanti all'amore. La scena sarebbe quindi un'allegoria del matrimonio, analoga a quella della Pallade e il centauro, in cui l'Amore, impersonato da Venere, ammansisce la Violenza, di cui Marte è la personificazione: la donna appare come forza civilizzatrice che equilibra l'aggressività maschile. L'opera potrebbe dunque essere stata realizzata per il matrimonio di un membro della famiglia Vespucci (protettrice del pittore), come dimostrerebbe l'inconsueto motivo delle vespe in alto a destra, anche possibile però che gli insetti simboleggino semplicemente le "punture", cioè le spine dell'amore. L'iconografia quindi sarebbe stata scelta come augurio nei confronti della sposa.
L'armonia dei contrari, costituita dal dualismo Marte-Venere, si trova nel Symposium di Marsilio Ficino, in cui si sosteneva la superiorità della dea Venere, simbolo di amore e di concordia, sul dio Marte, simbolo di odio e discordia (era infatti il dio della guerra per gli antichi).
Secondo il critico Plunkett il dipinto riprenderebbe puntualmente un passo dello scrittore greco Luciano di Samosata, in cui viene descritto un altro dipinto antico raffigurante le Nozze di Alessandro e Rossane, in cui alcuni amorini giocavano con la lancia e l'armatura del condottiero. Sembra anche la realizzazione pittorica del verso del poeta latino Virgilio "Omnia vincit amor", l'amore vince ogni cosa. Un'altra interpretazione possibile è quella dell'incontro tra Venere, raffigurante i piaceri catastematici, e Marte, i piaceri dinamici, presente nel proemio dell'opera De rerum natura del poeta latino Lucrezio.
Secondo Marco Paoli l'incontro amoroso non sarebbe invece avvenuto, come dimostrato dal fatto che Venere è ancora agghindata di tutto punto con veste e sopraveste, e con una spilla che le ferma al petto abito e trecce. Ella quindi attende indispettita l'amante, ma Marte giace indolente, mentre i satirelli vogliono risvegliare nel giovane l'eros sopito. Botticelli avrebbe quindi dipinto una parodia del mito dell'amore tra Venere e Marte, e i destinatari della satira sarebbero gli amanti Simonetta Cattanei e Giuliano de' Medici, le cui sembianze sono state in passato riconosciute in quelle dei due protagonisti della scena. Il dipinto tradrebbe un risentimento nutrito in casa Vespucci nei confronti della sposa di Marco Vespucci, l'adultera Simonetta, che aveva portato il padre di Marco, Piero Vespucci, a prendere parte indirettamente alla Congiura dei Pazzi. Il dipinto anticipa il giudizio negativo espresso dal savonaroliano Tommaso Sardi nei confronti di Simonetta (1493-1494), ed è probabile che il committente fosse l’umanista Giorgio Antonio Vespucci, che aveva aderito alla riforma del Savonarola.

## Stile
Nell'opera sono leggibili alcune caratteristiche stilistiche tipiche dell'arte di Botticelli. La composizione è estremamente bilanciata e simmetrica, che può anche sottintendere la necessità di equilibrio nell'esperienza amorosa.
Il disegno è armonico e la linea di contorno tesa ed elastica definisce con sicurezza le anatomie dei personaggi, secondo quello stile appreso in gioventù dall'esempio di Antonio del Pollaiolo. A differenza del suo maestro però, Botticelli non usò la linea di contorno per rappresentare dinamicità di movimento e sforzo fisico, ma piuttosto come tramite per esprimere valori anche interiori dei personaggi. L'attenzione al disegno inoltre non si risolve mai in effetti puramente decorativi, ma mantiene un riguardo verso la volumetria e la resa veritiera dei vari materiali, soprattutto nelle leggerissime vesti di Venere. La metà inferiore della gamba destra di Venere scompare nelle pieghe del tessuto, forse accentuate per coprire un errore anatomico.
I colori sono tersi e contrastanti, che accentuano la plasticità delle figure e l'espressionismo della scena. Grande attenzione è riposta nel calibrare i gesti e le torsioni delle figure, che assumono importanza fondamentale. La ricchezza dell'oro e l'attenta disposizione delle pieghe rimandano alla formazione da orafo di Botticelli, che in questo caso usò una tecnica mista di tempera a uovo e colori a olio per dare un aspetto più tondeggiante e realistico ai volti.